# شبكات وسائل الإعلام ديزني
شبكات وسائل إعلام ديزني Disney Media Networks هي واحدة من خمس أقسام تابعة لشركة والت ديزني تجمع بين أنشطة الشركة المتعلقة بالاتصالات ووسائل الإعلام. وتتضمن المجموعات السمعية البصرية هيئة الإذاعة الأمريكية (إي بي سي)، شبكة التلفزيون الرياضية العالمية إي إس بي إن وتلفزيون والت ديزني، وكذلك مصالح في العديد من المجموعات الإعلامية في العالم.